# Lauren Gray
Lauren Gray (ur. 3 listopada 1991) – szkocka curlerka. Brązowa medalistka Zimowych Igrzysk Olimpijskich 2014. Od 2016 roku gra w drużynie Eve Muirhead, w sezonie 2021/22 na pozycji leada.
Gray urodziła się w Glasgow. Grę w curling rozpoczęła w wieku ośmiu lat. Początkowo występowała na pozycji trzeciej w drużynie Anny Sloan. Wraz z nią zdobyła m.in. złoty medal w rozgrywanym w Polsce Europejskim Młodzieżowym Olimpijskim Festiwalu Zimowym w 2009 roku, oraz złoto na Uniwersjadzie w Erzurum w 2011 roku. W 2012 roku wywalczyła złoto Mistrzostw Świata Juniorów w drużynie, której skipem była Hannah Fleming.
W marcu 2013 roku Gray zdobyła złoto Mistrzostw Świata w drużynie Eve Muirhead. W grudniu tego roku oficjalnie dołączyła jako rezerwowa do reprezentacji Wielkiej Brytanii na Zimowe Igrzyska Olimpijskie 2014 w Soczi. Drużyna zdobyła tam brązowy medal. W 2016 roku, po opuszczeniu drużyny przez Sarę Reid, Gray została otwierającą drużyny. W Igrzyskach olimpijskich w Pjongczangu jej drużyna zajęła czwarte miejsce.